# Віттіслінген
Віттіслінген (нім. Wittislingen) — громада в Німеччині, знаходиться в землі Баварія. Підпорядковується адміністративному округу Швабія. Входить до складу району Діллінген. Центр об'єднання громад Віттіслінген.
Площа — 17,41 км2. Населення становить 2402 ос. (станом на 31 грудня 2020).